# Colpevole d'omicidio
Colpevole d'omicidio (City by the Sea) è un film del 2002 diretto da Michael Caton-Jones.
Il film, basato su un articolo del 1997 di Mike McAlary, narra la storia vera del poliziotto Vincent LaMarca e del difficile rapporto con il figlio drogato Joey.

## Trama
Vincent LaMarca è un detective della polizia di New York City vicino al pensionamento. Originario di Long Beach, a Long Island, ora vive a Manhattan.
Negli anni '50, quando Vincent aveva solo 8 anni, suo padre fu giustiziato per omicidio, per aver accidentalmente ucciso un bambino che aveva rapito per chiedere un riscatto.
Indagando sul brutale omicidio di uno spacciatore, Vincent giunge sulle tracce di un tossicodipendente di cui si conosce solo il soprannome: 'Joey Nova' che vive nei bassifondi di Long Beach. Presto però scopre che si tratta di suo figlio Joseph, che lui aveva abbandonato da piccolo dopo la separazione dalla moglie. Questo nuovo episodio di cronaca nera che riguarda la famiglia LaMarca, induce la stampa a tirare fuori il passato del padre di Vincent, calcando la mano. Le cose peggiorano ulteriormente quando nel corso delle indagini viene ucciso un poliziotto, Reg Duffy, il collega di Vincent che stava conducendo le indagini. Benché sia stato ucciso dal socio dello spacciatore, anche lui sulle tracce di Joey, per via di un debito di droga, tutti gli indizi riconducono a Joey che dunque ora è ricercato per ben due omicidi.
Nel frattempo Gina, la ragazza di Joey, contatta Vincent e poi, minacciata, gli lascia il piccolo figlio Angelo, suo nipote, del quale non era neanche a conoscenza. Il subbuglio nella vita di Vincent è seguito da vicino dalla sua compagna Michelle che è fortemente scossa avendo appreso tutte queste cose in un solo colpo.
Vincent poi, volendo affidare Angelo ai servizi sociali, perde l'amore di Michelle che gli rimprovera di continuare la serie nefasta di abbandoni che ha segnato la famiglia LaMarca.
Un giovane poliziotto di Long Beach è l'unico a credere che non sia stato Joey ad uccidere il collega di Vincent né lo spacciatore, che intanto ha restituito il suo distintivo sentitosi isolato. In una drammatica resa dei conti finale LaMarca scova il vero assassino del collega, lo spacciatore che dà la caccia al figlio Joey, che interviene tempestivamente salvando il padre. I due hanno poi modo di chiarirsi e fare pace prima che Vincent possa così consegnare il figlio alla giustizia sano e salvo.
Fintanto che Joey rimarrà in carcere, nonno Vincent accudirà il piccolo Angelo che, per altro, si chiama come il padre giustiziato.

## Distribuzione internazionale
- USA: 6 settembre 2002
- Egitto: 2 ottobre 2002
- Grecia: 11 ottobre 2002
- Italia: 21 marzo 2003
- Brasile: 9 maggio 2003
- Islanda: 23 marzo 2003
- Belgio: 27 agosto 2003
- Spagna: 1º giugno 2003
- Germania: 24 maggio 2004
- Francia: 22 settembre 2004

## Riconoscimenti
- 2003 – Chlotrudis Awards: candidatura miglior attore non protagonista per James Franco